# Монк, Дебра
Дебра Монк (англ. Debra Monk; род. 27 февраля 1949) — американская актриса, певица и сценарист, добившаяся наибольшего успеха благодаря выступлениям на бродвейской сцене.
Монк родилась в Миддлтоне, штат Огайо, и в 1973 году окончила Государственный университет Фростберг. Первую известность она получила как соавтор и актриса мюзикла 1982 года Pump Boys and Dinettes, отмеченного номинацией на премию «Тони». В 1988 году она получила премию «Драма Деск» за мюзикл Oil City Symphony.
Монк за свою карьеру четырежды номинировалась на премию «Тони», выиграв одну статуэтку в 1993 году, за пьесу Redwood Curtain. Также она выиграла три премии «Драма Деск» и Obie за различные роли. Монк также выиграла премии «Эмми» в категории «Лучшая приглашенная актриса в драматическом сериале» в 1999 году, за роль в телесериале «Полиция Нью-Йорка».
В дополнение к карьере на сцене, Монк появилась в более тридцати кинофильмах и четырёх десятках телевизионных шоу, играя роли второго плана. У неё были значимые роли в фильмах «Адвокат дьявола» (1997), «Дикари» (2007) и «Дальше живите сами» (2014). На телевидении у неё были второстепенные роли в сериалах «Тайны Ниро Вульфа», «Полиция Нью-Йорка», «Анатомия страсти», «Схватка» и «Моцарт в джунглях». Также она появлялась в эпизодах таких сериалов как «Закон и порядок», «Отчаянные домохозяйки», «Ищейка», «Братья и сёстры» и «Красотки в Кливленде».

## Избранная фильмография
| Год       |   | Русское название               | Оригинальное название              | Роль                    |
| --------- | - | ------------------------------ | ---------------------------------- | ----------------------- |
| 1992      | ф | Прелюдия к поцелую             | Prelude to a Kiss                  | тётя Дороти             |
| 1993      | ф | Консьерж                       | For Love or Money                  | миссис Уэгман           |
| 1993      | ф | Бесстрашный                    | Fearless                           | Элисон                  |
| 1994      | ф | Телевикторина                  | Quiz Show                          | секретарь Кинтнера      |
| 1995      | ф | Мосты округа Мэдисон           | The Bridges of Madison County      | Медж                    |
| 1995      | ф | Джеффри                        | Jeffrey                            | мама                    |
| 1995      | ф | Безрассудные                   | Reckless                           | терапевт                |
| 1996      | ф | Постель из роз                 | Bed of Roses                       | мама Льюиса             |
| 1996      | ф | Миссис Уинтерборн              | Mrs. Winterbourne                  | лейтенант Амброуз       |
| 1996      | ф | Сущность огня                  | The Substance of Fire              | Марта Хекетт            |
| 1996      | ф | Клуб первых жён                | The First Wives Club               | обманутая любовница     |
| 1996      | ф | Крайние меры                   | Extreme Measures                   | доктор Джудит Гразински |
| 1997      | ф | Вход и выход                   | In & Out                           | миссис Лестер           |
| 1997      | ф | Адвокат дьявола                | Devil’s Advocate                   | Пэм Гаррети             |
| 1998      | ф | Булворт                        | Bulworth                           | Хелен                   |
| 2000      | ф | Авансцена                      | Center Stage                       | Нэнси                   |
| 2002      | ф | Убить Эдгара                   | Briar Patch                        | офицер Эйвон            |
| 2003      | ф | Милуоки, штат Миннесота        | Milwaukee, Minnesota               | Эдна Берроуз            |
| 2004      | ф | Перевертыши                    | Palindromes                        | мама Саншайн            |
| 2005      | ф | Темная вода                    | Dark Water                         | учительница юной Далии  |
| 2005      | ф | Продюсеры                      | The Producers                      | Лизни меня, Укуси меня  |
| 2006      | с | Отчаянные домохозяйки          | Desperate Housewives               | Марселла                |
| 2007      | ф | Дикари                         | The Savages                        | Нэнси Лачман            |
| 2008      | ф | Великий Бак Ховард             | The Great Buck Howard              | Дорин                   |
| 2009      | ф | Любовь и прочие обстоятельства | Love and Other Impossible Pursuits | Лора                    |
| 2012      | ф | Очень опасная штучка           | One for the Money                  | миссис Плам             |
| 2012      | ф | Миллион для чайников           | The Brass Teapot                   | Труди                   |
| 2013      | ф | Оторвы                         | Ass Backwards                      | владелица ломбарда      |
| 2014      | ф | Дальше живите сами             | This Is Where I Leave You          | Линда Каллен            |
| 2014—2018 | с | Моцарт в джунглях              | Mozart in the Jungle               | Бетти Крегдейл          |
| 2015—2017 | с | Подлый Пит                     | Sneaky Pete                        | Конни Персикоф          |
| 2019—2020 | с | Новый Амстердам                | New Amsterdam                      | Карен Брентли           |